# Ассан Уедраого
Форза́н Асса́н Уедрао́го (фр. Forzan Assan Ouédraogo; нар. 28 жовтня 2006, Мюльгайм-на-Рурі) — німецький футболіст, півзахисник клубу «РБ Лейпциг».

## Клубна кар'єра

### «Шальке 04»
Почав займатися футболом у 2011 році в клубі «Юніон 09» (Мюльгайм), а 2014 року приєднався до академії клубу «Шальке 04». В листопаді 2022 року підписав з клубом контракт до 2027 року.
28 липня 2023 року дебютував в основному складі «Шальке 04» в матчі Другої Бундесліги проти «Гамбурга», відзначившись забитим голом. Таким чином у віці 17 років і 80 днів став наймолодшим гравцем клубу, побивши рекорд, що належав Фолькеру Абрамчику. Окрім цього став наймолодшим автором голу в складі «Шальке 04», перевершивши досягнення Юліана Дракслера (17 років і 193 дні в квітні 2011 року проти «Санкт-Паулі»). З листопада 2023 по травень 2024 не грав через травму — розрив синдезмозних зв'язок правої ноги. Всього в своєму дебютному сезоні 2023–24 в Другій Бундеслізі провів за «Шальке 04» 17 матчів, забив 3 голи і віддав 2 результативні передачі.

### «РБ Лейпциг»
13 червня 2024 року підписав п'ятирічний контракт з клубом «РБ Лейпциг», а сума трансферу становила 10 млн євро. 2 листопада 2024 року дебютував за «РБ Лейпциг» в матчі Бундесліги проти дортмундської «Боруссії», вийшовши на заміну Антоніо Нусі. 5 листопада в матчі загального етапу Ліги чемпіонів УЄФА проти шотландського «Селтіка» дебютував у єврокубках.

## Кар'єра в збірній
Виступав за збірні Німеччини до 16, до 17 і до 19 років. 2023 року в складі збірної Німеччини до 17 років виступав на чемпіонаті Європи в Угорщині. На турнірі провів 5 матчів і забив м'яч в півфінальному поєдинку проти збірної Польщі, а німці здобули перемогу на цій першості, здолавши у фіналі французів у серії післяматчевих пенальті (5-4). У серпні 2023 року отримав бронзову медаль Фріца Вальтера як найкращий гравець збірної Німеччини (до 17 років).
В листопаді 2023 року потрапив в заявку збірної до 17 років на юнацький чемпіонат світу в Індонезії. На мундіалі зіграв лише 2 поєдинки, а залишок турніру пропустив через травму (розрив зв'язок), який в результаті для німців став переможним (у фіналі здолали французів).
В травні 2025 року потрапив в заявку збірної до 19 років на юнацький чемпіонат Європи в Румунії. На турнірі провів чотири матчі, відзначившись м'ячем проти збірної Норвегії, а його команда дійшла до півфіналу, де поступилась іспанцям.

## Особисте життя
Його батько, Алассан Уедраого, колишній футболіст, відомий виступами в Бундеслізі і за збірну Буркіна-Фасо.

## Статистика виступів
Станом на 16 серпня 2025 
| Клуб              | Сезон             | Чемпіонат                | Чемпіонат | Чемпіонат | Кубок | Кубок | Єврокубки | Єврокубки | Всього | Всього |
| Клуб              | Сезон             | Дивізіон                 | Матчі     | Голи      | Матчі | Голи  | Матчі     | Голи      | Матчі  | Голи   |
| ----------------- | ----------------- | ------------------------ | --------- | --------- | ----- | ----- | --------- | --------- | ------ | ------ |
| Шальке 04 II      | 2023–24           | Регіональна ліга «Захід» | 1         | 0         | —     | —     | —         | —         | 1      | 0      |
| Шальке 04         | 2023–24           | Друга Бундесліга         | 17        | 3         | 0     | 0     | —         | —         | 17     | 3      |
| РБ Лейпциг        | 2024–25           | Бундесліга               | 3         | 0         | 0     | 0     | 2         | 0         | 5      | 0      |
| РБ Лейпциг        | 2025–26           | Бундесліга               | 0         | 0         | 1     | 0     | 0         | 0         | 1      | 0      |
| РБ Лейпциг        | Всього            | Всього                   | 3         | 0         | 1     | 0     | 2         | 0         | 6      | 0      |
| Всього за кар'єру | Всього за кар'єру | Всього за кар'єру        | 21        | 3         | 1     | 0     | 2         | 0         | 24     | 3      |

1. ↑  Матчі в Лізі чемпіонів УЄФА

## Досягнення
Збірна Німеччини (до 17)
- Переможець юнацького чемпіонату Європи (до 17 років): 2023[28]
- Переможець юнацького чемпіонату світу (до 17 років): 2023[29]

Особисті досягнення
- Медаль Фріца Вальтера (бронза): 2023 (до 17 років)[30]